# Diocesi di Nisa di Asia

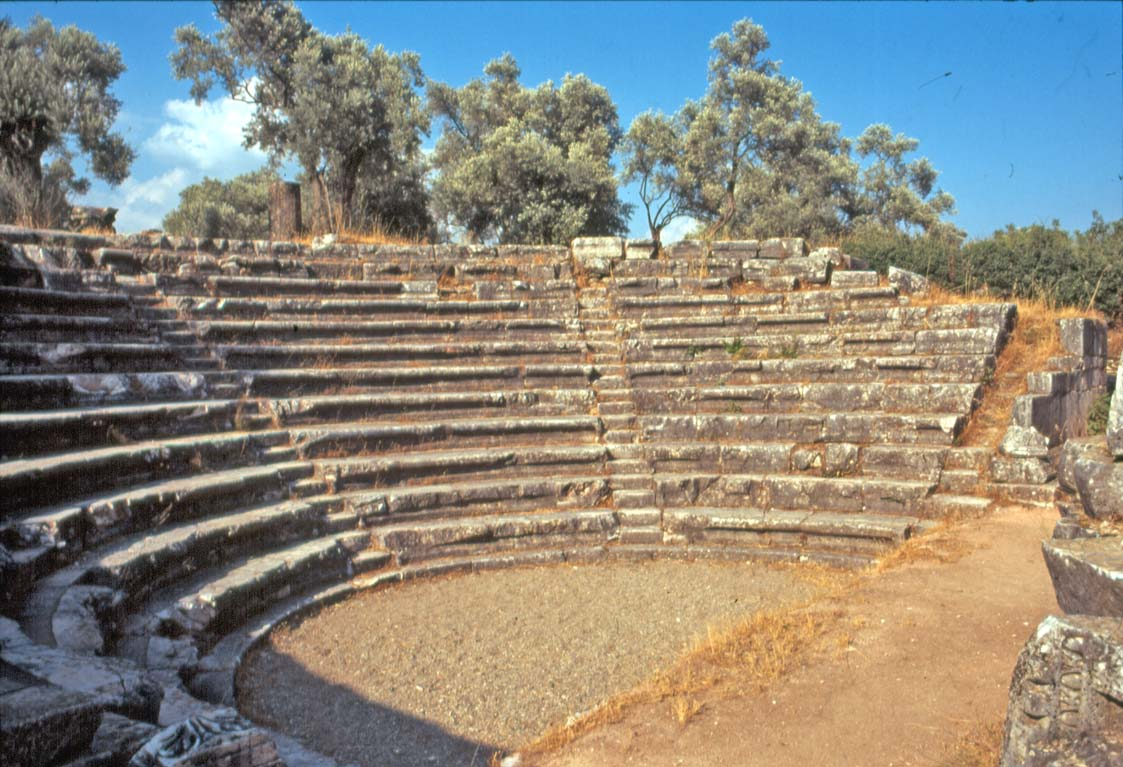
Il bouleuterion di Nysa.

La diocesi di Nisa di Asia (in latino: Dioecesis Nysaea in Asia) è una sede soppressa del patriarcato di Costantinopoli e una sede titolare della Chiesa cattolica.

## Storia
Nisa di Asia, identificabile con Sultanhisar nel distretto omonimo dell'odierna Turchia, è un'antica sede episcopale della provincia romana di Asia nella diocesi civile omonima. Faceva parte del patriarcato di Costantinopoli ed era suffraganea dell'arcidiocesi di Efeso.
La diocesi è documentata nelle Notitiae Episcopatuum del patriarcato di Costantinopoli fino al XII secolo.
Diversi sono i vescovi attribuiti a questa antica diocesi, il primo dei quale è Teodoto, che prese parte al concilio di Efeso del 431. Nel tentativo di conciliare le parti, l'imperatore Teodosio II, al termine del concilio, convocò le parti in causa a Costantinopoli per una conferenza contraddittoria; tra i firmatari della lettera dei cirilliani, scritta tra agosto e settembre 431 ai loro delegati alla conferenza, appare anche Teodoto di Nisa. Il secondo vescovo noto di Nisa è Meonio, che fu tra i padri del concilio di Calcedonia del 451. Durante la seduta del 29 ottobre, fu affrontata la questione dei vescovi Stefano e Bassiano, che si disputavano la sede metropolitana di Efeso. Il resoconto storico degli avvenimenti rivela che Meonio era uno dei sostenitori di Stefano, e che era già vescovo di Nisa almeno dal 448.
Dopo Meonio non si hanno più notizie di vescovo di Nisa fino al termine del VII secolo con Sisinnio, che partecipò al terzo concilio di Costantinopoli nel 680 e al concilio detto in Trullo nel 692. Teodosio assistette al secondo concilio di Nicea nel 787. Nicola e Michele presero parte rispettivamente ai Concili di Costantinopoli dell'869-870 e dell'879-880 che trattarono la questione del patriarca Fozio di Costantinopoli.
Un anonimo vescovo di Nisa è documentato da un sigillo vescovile databile all'XI secolo. Allo stesso secolo è assegnato il sigillo del vescovo Stefano, ἐπισκόπῳ Νύσσης; secondo Vitalien Laurent, questo vescovo potrebbe anche appartenere alla sede di Nissa di Cappadocia.
Per il XII secolo abbiamo il vescovo Costantino, che prese parte al sinodo celebrato ad Efeso nel 1167. Come attestato da alcune Notitiae Episcopatuum, all'epoca dell'imperatore Isacco II Angelo (1185-1195) alcune sedi del patriarcato vennero elevate al rango di sedi metropolitane. Tra queste anche la diocesi di Nisa di Asia; ne dà testimonianza un testo del manoscritto Bodleianus Roe 18, dove si riporta inoltre che al vescovo Gregorio di Nisa fu data in amministrazione temporanea la sede di Arcadiopoli. Questa promozione fu tuttavia effimera; infatti nel concilio efesino del 1216, al quale prese parte il vescovo Michele, Nisa risulta essere ancora una semplice diocesi. Michele è l'ultimo vescovo noto di Nisa, la cui sede scomparve quando la regione fu conquistata dai Turchi.
Dal 1933 Nisa di Asia è annoverata tra le sedi vescovili titolari della Chiesa cattolica; il titolo finora non è stato assegnato.

## Cronotassi dei vescovi
- Teodoto † (menzionato nel 431)
- Meonio † (prima del 448 - dopo il 451)
- Sisinnio † (prima del 680 - dopo il 692)
- Teodosio † (menzionato nel 787)
- Nicola ? † (menzionato nell'869)
- Michele I † (menzionato nell'879)
- Anonimo † (XI secolo)
- Stefano ? † (XI secolo)
- Costantino † (menzionato nel 1167)
- Gregorio † (menzionato nel 1185/1195)
- Michele II † (menzionato nel 1216)